# Autoritat de Radiodifusió d'Israel

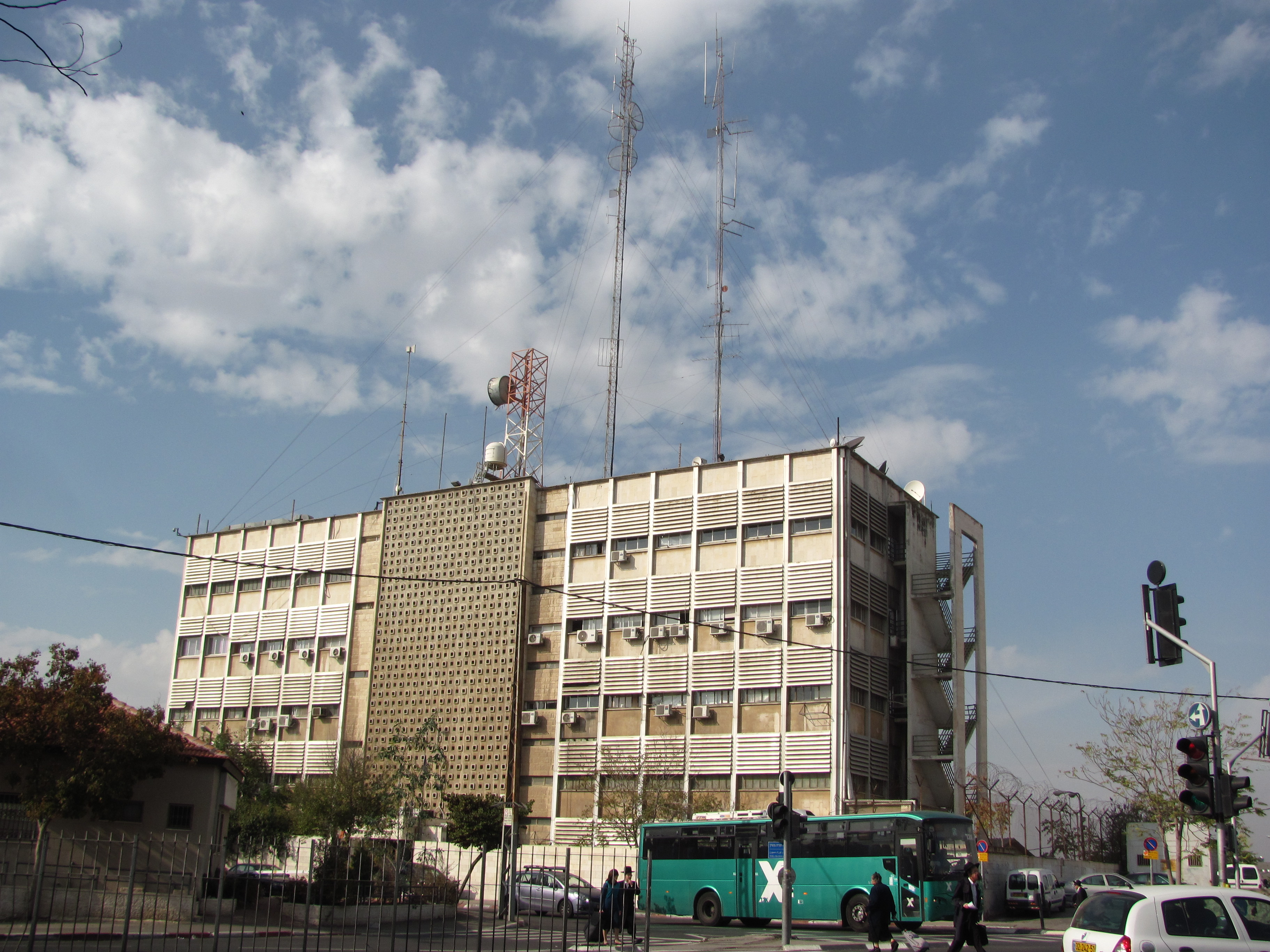
Seu de la Israel Broadcasting Authority a Jerusalem.

L'Autoritat de Radiodifusió d'Israel (en anglès, Israel Broadcasting Authority o IBA; en hebreu, רָשׁוּת השׁידוּר, Rashut Ashidur) fou l'autoritat nacional de ràdio i televisió públiques de l'Estat d'Israel entre el 1965 i el 2015. Nascuda com l'emissora de ràdio Kol Israel l'any 1948, fou institucionalitzada definitivament per la Knesset el 6 de juny de 1965. Tot i que, des d'un punt de vista geogràfic, el país no està situat a Europa, sí que la radio-televisió israeliana és membre actiu de la Unió Europea de Radiodifusió des de 1957.
La IBA disposa de vuit canals de ràdio, un dels quals en llengua àrab i un altre destinat als jueus de la diàspora que parla en tretze llengües diferents, tot i que la principal és el rus. Pel que fa a la televisió, hi ha dos canals: Arutz 1 en hebreu i Arutz 33 en àrab.